# (213800) Stefanwul
(213800) Stefanwul ist ein im äußeren Hauptgürtel gelegener Asteroid. Er wurde am 2. April 2003 vom französischen Astronomen Bernard Christophe am Observatorium Saint-Sulpice (IAU-Code 947) in Saint-Sulpice, Kanton Noailles entdeckt. Sichtungen des Asteroiden hatte es vorher schon am 17. und 20. Dezember 2001 unter der vorläufigen Bezeichnung 2001 YO101 an der Lincoln Laboratory Experimental Test Site (ETS) in Socorro, New Mexico gegeben.
Mittlere Sonnenentfernung (große Halbachse), Exzentrizität und Neigung der Bahnebene von (213800) Stefanwul entsprechen grob der Eos-Familie, einer Gruppe von Asteroiden, welche typischerweise große Halbachsen von 2,95 bis 3,1 AE aufweisen, nach innen begrenzt von der Kirkwoodlücke der 7:3-Resonanz mit Jupiter, sowie Bahnneigungen zwischen 8° und 12°. Die Gruppe ist nach dem Asteroiden (221) Eos benannt. Es wird vermutet, dass die Familie vor mehr als einer Milliarde Jahren durch eine Kollision entstanden ist.
(213800) Stefanwul wurde am 27. Mai 2010 nach dem französischen Science-Fiction-Autor Stefan Wul (1922–2003) benannt.